# 1954 na literatura

## Livros publicados
- "O Senhor dos Anéis" de J. R. R. Tolkien

## Nascimentos
| Data            | Nome                   | Profissão                                                         | Nacionalidade  | Observações | Ref |
| --------------- | ---------------------- | ----------------------------------------------------------------- | -------------- | ----------- | --- |
| 16 de Fevereiro | Iain M. Banks          | escritor                                                          | Escócia        |             |     |
| 14 de Abril     | Bruce Sterling         | escritor de ficção científica                                     | Estados Unidos |             |     |
| 1 de Maio       | Joel Rosenberg         | escritor                                                          | Canadá         |             |     |
| 7 de Junho      | Jan Theuninck          | pintor e poeta                                                    | Bélgica        |             |     |
| 16 de Junho     | Marek Baraniecki       | escritor                                                          | Polónia        |             |     |
| 16 de junho     | Luísa Costa Gomes      | escritora (conto, romance, teatro e ópera)                        | Portugal       |             |     |
| 17 de Julho     | J. Michael Straczynski | escritor e produtor de televisão                                  | Estados Unidos |             |     |
| 18 de Setembro  | Steven Pinker          | linguista e psicólogo                                             | Canadá         |             |     |
| ??              | Alex Flemming          | fotógrafo, pintor, escultor, gravador, artista multimídia e poeta | Brasil         |             |     |

## Mortes
| Data            | Nome                 | Profissão                              | Nacionalidade | Observações | Ref |
| --------------- | -------------------- | -------------------------------------- | ------------- | ----------- | --- |
| 26 de Fevereiro | William Ralph Inge   | escritor                               | Inglaterra    | n. 1860     |     |
| 28 de junho     | Cláudio de Sousa     | médico, escritor e teatrólogo          | Brasil        | n. 1876     |     |
| 14 de Julho     | Jacinto Benavente    | escritor e dramaturgo                  | Espanha       | n. 1866     |     |
| 18 de Outubro   | Edgar Roquette-Pinto | médico, antropólogo, poeta e professor | Brasil        | n. 1884     |     |
| 22 de Outubro   | Oswald de Andrade    | escritor                               | Brasil        | n. 1890     |     |
| 19 de Dezembro  | Celso Vieira         | escritor                               | Brasil        | n. 1878     |     |

## Prémios literários
- Nobel de Literatura - Ernest Hemingway
- Prémio Machado de Assis - Dinah Silveira de Queiroz